# Manuel I. (Byzanz)
Manuel I. Komnenos (mittelgriechisch Μανουήλ Αʹ Κομνηνός, * 28. November 1118; † 24. September 1180) war von 1143 bis 1180 byzantinischer Kaiser. Er gilt als einer der letzten bedeutenden Herrscher von Byzanz.

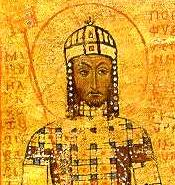
Buchminiatur von Manuel I. (Teil eines Doppel-Porträts zusammen mit seiner zweiten Ehefrau Maria von Antiochia, Vatikanische Apostolische Bibliothek, Rom)

## Herkunft
Manuel I. entstammte der byzantinischen Kaiserdynastie der Komnenen. Er war der vierte Sohn des Kaisers Johannes II. Komnenos (1118–1143) und damit ein Enkel des Kaisers Alexios I. Komnenos (1081–1118). Seine Mutter war Piroska von Ungarn (* 1088; † 13. August 1134), die bei der Krönung den Namen Irene annahm und als Heilige der Orthodoxen Kirche verehrt wird. Sie war eine Tochter des ungarischen Königs Ladislaus I. aus dem Haus der Arpaden und dessen Gemahlin Adelheid von Schwaben.

## Leben

### Weg zur Herrschaft
Manuel I. wurde 1143 nach dem Tod seines Vaters zum Kaiser ausgerufen, obwohl er der jüngste Sohn war, da zwei seiner älteren Brüder, der Mitkaiser Alexios Komnenos († 1142) und Andronikos Komnenos († 1142) vor ihm gestorben waren und der dritte, Isaak, als Jüngling „von schwankender Gemütsart“ galt. Kaiser Johannes II. beschloss daher, Manuel, als den begabtesten seiner Söhne, zum Nachfolger zu bestimmen. Kurz vor seinem Tod setzte er Manuel persönlich die Krone aufs Haupt und verpflichtete seine Feldherren, ihn als neuen Kaiser anzuerkennen. Manuels Onkel Isaak Komnenos ergriff Partei für seinen jüngeren Namensvetter, doch entschied das Eingreifen des  Generals Johannes Axuch den Machtkampf zu Gunsten Manuels, der danach gegenüber seinen rebellischen Verwandten, zu denen auch der Kaisar Johannes Roger Dalassenos zählte, Milde walten ließ. 1145 scheiterte der ältere Isaak mit einem weiteren Versuch, Manuel I. den Thron zu entreißen.
Seine Herrschaft bedeutete eine späte Glanzstunde für das Byzantinische Reich, worauf jedoch der endgültige Niedergang als Großmacht folgte, an dem er aufgrund seiner letztlich gescheiterten Politik eine gewisse Mitschuld trug. Eine wichtige Quelle für seine Regierungszeit stellt das Geschichtswerk des Niketas Choniates dar.

### Balkanpolitik

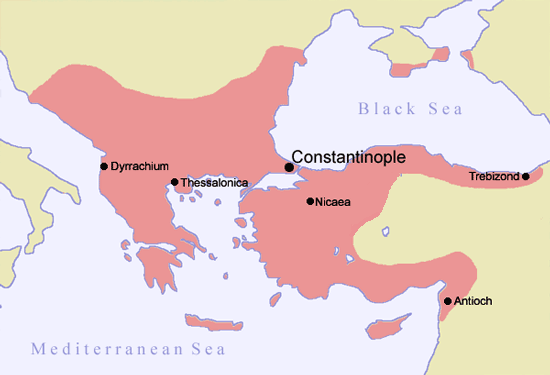
Das Byzantinische Reich am Ende der komnenischen Periode in den Grenzen von 1185

Manuel forcierte die byzantinische Expansionspolitik auf dem Balkan, wobei jedoch sein Plan für ein ungarisch-byzantinisches Bündnis von ihm selbst um 1170 aufgegeben wurde. Da Manuel selbst mütterlicherseits aus dem ungarischen Herrscherhaus stammte, konnte er bei seiner Ungarnpolitik auf eine starke pro-byzantinische Partei im ungarischen Adel zählen.
Manuel gewann durch den Feldzug 1149/50 den dominierenden Einfluss in Raszien (Serbien), welches nach der vom Normannen Roger II. unterstützten Rebellion des Groß-Župans Uroš  II. 1150 als Vasall erneut die byzantinische Vorherrschaft anerkennen musste. Insgesamt löste unter Manuel der Balkan Kleinasien als Hauptfeld byzantinischer Außenpolitik ab. Der 1149 begonnene Heerzug auf dem Balkan, den Manuel persönlich leitete, führte vom albanischen Valbona über den Kosovo nach Ras, der Hauptstadt Rasziens, die er einnahm und besetzte. Ein Gegenangriff Uroš II. führte zu keinem entscheidenden Ergebnis und Manuel nahm 1150 einen zweiten Feldzug gegen den raszischen Herrscher auf. Ende 1150 führte er den Feldzug von Niš, dem Lauf der Morava folgend, zur Save, wo er die ungarische Verstärkung von Gesa II. abfangen sollte. Nach einem Schwenk am Lauf der Drina gelangte Manuel zurück nach Raszien. Die Schlacht von 1150 zwischen Manuel und Uroš II. fand in den Novembermonaten am Fluss Tara statt. Trotz einsetzenden Schneefalls und der ungünstigen Topographie konnte Manuel den Angriff der serbisch-ungarischen Armee am Ufer der Tara standhalten und erreichte nach einem wenig entscheidenden Kampf, dass der Groß-Župan in seinem Lager auftauchte und vor ihm als Vasall niederkniete. Damit verpflichtete sich der raszische Herrscher gegenüber Manuel, sowohl für seine Kriegszüge in Europa als auch in Kleinasien Truppen zu stellen. Ein prächtiger Triumphzug mit den führenden ungarischen Fürsten und serbischen Gefangenen wurde bei der Ankunft des Heeres in Konstantinopel abgehalten. Der Triumph wurde vom Bischof von Thessaloniki geleitet und in Gedichten von Theodoros Prodromos und dem anonymen sog. Manganeios Prodromos beschrieben.
Die territorialen Streitigkeiten in Dalmatien und Kroatien um die Vorherrschaft auf dem Balkan zwischen Manuel und Gesa II. gipfelten in der Schlacht bei Sirmium 1167, wo die Ungarn dem Feldherrn Andronikos Kontostephanos, einem Neffen Manuels, und den mit ihm verbündeten Rasziern unterlagen. Damit waren die byzantinisch-ungarischen Kriege von 1151–1153 und 1163–1168 entschieden und die gesamte westliche Balkanhalbinsel in byzantinischem Besitz. Daraufhin befestigte Manuel die Donaugrenze.

### Politik im Westen
Auch das westliche Europa beachtete er stärker als seine Vorgänger. Ein Grund für diese Neuausrichtung der Außenpolitik war Manuels Versuch, wohl in Rückgriff auf Justinian I., vor allem die Herrschaft über (Teile) Italien(s) wiederherzustellen. Manuel pflegte gute Beziehungen zu den Staufern, besonders zu Konrad III., den er während des Zweiten Kreuzzugs kennengelernt hatte und mit dem er 1148 in Thessaloniki ein Bündnis eingegangen war (→ Vertrag von Thessaloniki). Der im Dezember 1147 erkrankte Konrad hatte einige Zeit die Gastfreundschaft Manuels in Anspruch genommen, der ihm medizinische Hilfe zukommen ließ, ihn persönlich pflegerisch betreute und für den Kreuzzug Unterstützung leistete. Manuel hatte bereits 1146 Konrads Schwägerin Bertha von Sulzbach geheiratet, mit der er eine Tochter, Maria Komnena, hatte. Die dynastische Verbindung wurde durch die Heirat von Manuels Nichte Theodora mit Konrads Halbbruder Heinrich II. Jasomirgott von Österreich (Herzog von Bayern, ab 1156 Herzog von Österreich) noch gestärkt.
Beide Herrscher vereinbarten auch ein gemeinsames Vorgehen gegen die Normannen in Unteritalien, mit denen Manuel sich ab 1147 mehrere Gefechte lieferte. Nach dem Tod Konrads kühlte sich das Verhältnis zwischen den beiden Kaiserreichen allerdings merklich ab, besonders aufgrund der Intervention Manuels in Italien. Dort nahmen byzantinische Truppen Ancona ein, worauf es zu Spannungen mit dem römisch-deutschen Kaiser Friedrich I. kam. 1158 mussten sich die byzantinischen Truppen zurückziehen. Daraufhin schloss Manuel Frieden mit dem normannischen König Wilhelm I. und verbündete sich mit ihm gegen den Staufer; zudem unterstützte er die oberitalienischen Städte in ihrem Kampf gegen Friedrich. Während dieser vom Papst Alexander III. gebannt worden war, hätten Verhandlungen mit dem Kirchenoberhaupt fast zur Anerkennung Manuels als gesamtrömischen Kaiser geführt. Als der Papst 1168 diesen letzten Schritt verweigerte, um nicht in byzantinische Abhängigkeit zu geraten, kam es 1172 zu einer erneuten Annäherung zwischen Manuel und Friedrich. Keiner dieser politischen Züge erzielte jedoch einen durchschlagenden Erfolg in Italien.
Dem stärker werdenden Einfluss Venedigs setzte er ein Bündnis mit Genua und Pisa entgegen.

### Politik im Osten
Dafür war Manuels Vorgehen im Osten umso erfolgreicher: Er gewann Kilikien zurück und konnte 1159 – nach einer militärischen Auseinandersetzung mit dem Kreuzfahrerstaat – das Fürstentum Antiochia unter byzantinische Lehenshoheit bringen. 1161 heiratete er Maria von Antiochia aus dem Haus Poitou, nachdem seine erste Frau Bertha 1160 gestorben war. Währenddessen kämpfte Manuels fähiger General Johannes Axuch erfolgreich gegen die Türken. Die byzantinische Präsenz in Anatolien wurde in seiner Regierungszeit verstärkt.
Die Niederlage gegen die Seldschuken in der Schlacht von Myriokephalon (1176) machte seine Erfolge in diesem Raum jedoch zunichte. Gleichzeitig markierte sie auch das Ende der byzantinischen Rückeroberungspolitik in Kleinasien und war der Beginn des endgültigen Verlustes dieses wichtigen Gebiets an die Türken. Es ist allerdings auch fraglich, ob die alleinige Fokussierung auf Kleinasien Erfolg gehabt hätte, besonders aufgrund der Landnahme durch die Türken. Die Ressourcen, die zu einer dauerhaften Befriedung der Region notwendig gewesen wären, hätten die Kraft von Byzanz mutmaßlich überstiegen.

### Bewertung
Der Kaiser war vom Rittertum fasziniert, wie er überhaupt dem Westen zugeneigt war wie kaum ein anderer byzantinischer Herrscher und dort durchaus auch Respekt genoss. Unter seiner Regierung kam es zu einer wirtschaftlichen und kulturellen Blüte in Byzanz. Neben den Verhandlungen mit Papst Alexander III. versuchte er auch, durch Kontaktaufnahme zu syrischen Monophysiten und zur armenischen Kirche die Einheit des Christentums wiederherzustellen. Seine weit ausgreifende Bündnispolitik, verknüpft mit einer geschickten Heiratspolitik, sorgte dafür, dass Byzanz ein letztes Mal als Großmacht auftreten konnte.

## Ehen
Manuel war zwei Mal verheiratet. Er vermählte sich in erster Ehe 1146 mit Bertha von Sulzbach, einer Tochter von Graf Berengar I. von Sulzbach aus dessen zweiter Ehe mit Adelheid von Wolfratshausen. Bertha nahm in Konstantinopel den Krönungsnamen Irene an. Ihr politischer Stellenwert lag darin, dass der römisch-deutsche König Konrad III. mit ihrer Schwester verheiratet war und  Bertha – um ihren Rang zu erhöhen – auch noch adoptiert hatte. Damit waren die Herrscher des westlichen und des östlichen Imperiums miteinander verschwägert und Manuel gleichsam „Schwiegersohn“ Konrads. Bertha war damit auch ein Pfand für das Bündnis aus dem Jahr 1142 zwischen König Konrad III. und Kaiser Johannes II. gegen Roger II. von Sizilien. Bertha kam daher schon 1142, d. h., vier Jahre vor ihrer Hochzeit,  mit der byzantinischen Gesandtschaft nach Konstantinopel, um sie hier auf ihre Aufgabe als künftige Kaiserin vorzubereiten. Aus Anlass dieser Vermählung unternahm Manuel I. 1146 einen Feldzug gegen Mas'ud I. (Rukn ad-Dīn Mas’ūd), Sultan der Seldschuken von Rum (1116–1156), um seiner deutschen Gemahlin das byzantinische Rittertum in all seinem Glanz vor Augen zu führen. Der Feldzug endete jedoch mit dem Rückzug der Truppen Manuels und einem Waffenstillstand (1147) erfolglos. Kaiserin Irene starb nach einem vorbildlichen, der Familie gewidmeten Leben Ende des Jahres 1159.
Manuel verlobte sich 1159/60 auf Empfehlung von König Balduin III. von Jerusalem mit Melisende von Tripolis (* ca. 1143; † nach 1162), einer Tochter von Raimund II. Graf von Tripolis aus dem Haus der Grafen von Toulouse und der Hodierna von Rethel, Prinzessin von Jerusalem. Trotz umfangreicher Vorbereitungen der Brauteltern löste Kaiser Manuel die Verlobung, nachdem er erfahren hatte, dass wegen des bekannten Streites zwischen ihren Eltern Zweifel an der Legitimität ihrer Geburt bestanden. Diese Demütigung war zu viel für ihren Vater Graf Raimund II. von Tripolis: Er ließ die für die Hochzeit vorgesehenen zwölf Galeeren  in Kriegsschiffe umrüsten und unternahm mit diesen einen Überfall auf die Küsten von Zypern. Es war auch zu viel für Melisende: Sie welkte und schwand früh dahin, lebte jedoch als die „Princesse lointaine“ in den französischen Ritterromanzen fort.
Manuel vermählte sich in zweiter Ehe am 25. Dezember 1161 zum Ärger der Bevölkerung mit einer weiteren „Lateinerin“, Maria von Antiochia, die den Krönungsnamen Xene annahm. Sie war eine Tochter von Raimund Fürst von Antiochia aus dem Haus Poitou-Aquitanien (Sohn des ersten Troubadours Wilhelm IX., Herzog von Aquitanien) und der Konstanze, Fürstin von Antiochia (Tochter von Fürst Bohemund II. aus dem Haus der Fürsten von Tarent (Hauteville)).

## Nachkommen
Aus erster Ehe:
- Maria „Porphyrogenita“ Komnene (* 1152; † vergiftet August 1182), ⚭ Rainer von Montferrat (* um 1162; † vergiftet August 1182), aus dem Haus der Markgrafen von Montferrat, um die Markgrafen von Montferrat in die Allianz gegen Kaiser Friedrich I. Barbarossa einzubinden. Er erhielt 1180 den Titel Kaisar, versuchte 1181 – vergeblich – selbst die Regierung zu übernehmen und wurde schließlich mit seiner Frau vom erfolgreichen Usurpator Andronikos Komnenos ermordet.
- Anna Komnene (* 1154, † 1158).[6]

Aus zweiter Ehe:
- Alexios II. Komnenos (* 10. September 1167; † 24. September 1183), ⚭ Agnes von Frankreich (* 1171/72; † nach 1240), Tochter von König Ludwig VII. von  Frankreich und dessen dritter Gemahlin, Adela von Champagne. Mit 13 Jahren trat er unter der Vormundschaft seiner Mutter für kurze Zeit (1180–1183) die Nachfolge seines Vaters als Kaiser des Byzantinischen Reiches an. Er wurde von Andronikos I. Komnenos erdrosselt.[7] Seine Witwe Agnes musste in zweiter Ehe den Mörder und Nachfolger ihres Mannes heiraten.

Außerehelich:

Mit Theodora Batatzina (eine Tochter von Theodoros Batatzes und der Eudokia Komnene):
- Alexios Komnenos (* nach 1160). Er wurde vom Kaiser als Sohn anerkannt und erhielt die der kaiserlichen Familie vorbehaltenen Titel Sebastokrator und Kaisar. Er heiratete 1183 Eirene Komnene, eine außereheliche Tochter von Kaiser Andronikos I. Komnenos. Er wurde jedoch 1184 von seinem Schwiegervater geblendet, lebte aber noch bis zumindest 1191, da er den Historiker Niketas Choniates persönlich kannte.[8]

Mit Maria Taronitissa (Frau des Protovestiarios Johannes Dukas Komnenos, zu deren legitimen Kindern Maria Komnene, Königin von Jerusalem, zählte):
- Alexios Komnenos, kaiserlicher Mundschenk (pinkernes), der 1184 aus Konstantinopel floh, um sich 1185 an der Invasion der Normannen und an der Belagerung von Thessaloniki zu beteiligen.

Aus Beziehungen mit unbekannten Geliebten:
- Eine Tochter mit unbekanntem Vornamen (* um 1150), ⚭ vor 1170 Theodoros Maurozomes. Ihr Sohn war Manuel Maurozomes, dessen Tochter Kai Chosrau I., den Sultan der Rum-Seldschuken, heiratete. Über dessen Söhne Kai Kaus I. (1211–1220) und Kai Kobad I. (1220–1237) zählt die muslimisch-türkische Dynastie der Rum-Seldschuken zu den Nachkommen des christlichen Kaisers Manuel I. Komnenos von Byzanz.[9]

- Eine Tochter mit unbekanntem Vornamen (* um 1155, † nach 1201), ⚭ Konstantinos Tornikes, aus der Familie des Leon Tornikes, der 1047 in Makedonien und Thrakien als Usurpator der kaiserlichen Macht aufgetreten war. Sie war die Großmutter des Demetrios Tornikes († 1252), Staatsmann unter Kaiser Johannes III. Dukas Batatzes.[10]